# Simbabwische Cricket-Nationalmannschaft gegen Afghanistan in der Saison 2017/18
Die Tour der simbabwischen Cricket-Nationalmannschaft gegen Afghanistan in der Saison 2017/18 findet vom 5. bis zum 19. Februar 2018 in den Vereinigten Arabischen Emiraten statt. Die internationale Cricket-Tour ist Bestandteil der Internationalen Cricket-Saison 2017/18 und umfasst fünf ODIs und zwei Twenty20s. Afghanistan gewann die Twenty20-Serie mit 2–0.

## Vorgeschichte
Afghanistan spielte zuvor eine Tour gegen Irland, Simbabwe ein Drei-Nationen-Turnier in Bangladesch. Das letzte Aufeinandertreffen der beiden Mannschaften fand in der Saison 2015/16 in Simbabwe statt. Im Vorlauf zu der Tour wurde darüber verhandelt, ob Afghanistan bei dieser Tour seinen ersten Test absolvieren sollte, was aber nicht umgesetzt wurde.

## Stadion
Das folgende Stadion wurden für die Tour als Austragungsort vorgesehen und am 23. Juni 2014 festgelegt.
| Stadion                             | Stadt   | Kapazität | Spiele                   |
| ----------------------------------- | ------- | --------- | ------------------------ |
| Sharjah Cricket Association Stadium | Sharjah | 27.000    | 1. – 5. ODI, 1. & 2. T20 |

## Kaderlisten
Afghanistan benannte seine Kader am 7. Januar 2018.
Simbabwe benannte seine Kader am 4. Februar 2018.
| ODI | ODI | Twenty20 | Twenty20 |
| Afghanistan | Simbabwe | Afghanistan | Simbabwe |
| --- | --- | --- | --- |
| - Asghar Afghan (K) - Javed Ahmadi - Sharafuddin Ashraf - Ihsanullah - Nasir Jamal - Rashid Khan - Mohammad Nabi - Gulbadin Naib - Rahmat Shah - Mohammad Shahzad (wk) - Samiullah Shinwari - Dawlat Zadran - Mujeeb Ur Rahman - Najibullah Zadran - Shapoor Zadran | - Graeme Cremer (K) - Ryan Burl - Tendai Chatara - Tendai Chisoro - Craig Ervine - Kyle Jarvis - Hamilton Masakadza - Solomon Mire - Peter Moor - Tarisai Musakanda - Blessing Muzarabani - Sikandar Raza - Brendan Taylor (wk) - Brian Vitori - Malcolm Waller | - Asghar Afghan (K) - Aftab Alam - Sharafuddin Ashraf - Usman Ghani - Hameed Hassan - Rashid Khan - Mohammad Nabi - Gulbadin Naib - Karim Sadiq - Shafiqullah - Mohammad Shahzad (wk) - Samiullah Shinwari - Mujeeb Ur Rahman - Najibullah Zadran - Shapoor Zadran | - Graeme Cremer (K) - Ryan Burl - Tendai Chatara - Tendai Chisoro - Craig Ervine - Kyle Jarvis - Hamilton Masakadza - Solomon Mire - Peter Moor - Blessing Muzarabani - Sikandar Raza - Brendan Taylor (wk) - Brian Vitori - Malcolm Waller |

## Twenty20 Internationals

### Erstes Twenty20 in Sharjah
| 5. Februar Scorecard | Sharjah | Simbabwe 120-9 (20)               | – | Afghanistan 121-5 (14.4) |
|                      |         | Afghanistan gewinnt mit 5 Wickets |   |                          |

### Zweites Twenty20 in Sharjah
| 6. Februar Scorecard | Sharjah | Afghanistan 158-9 (20)          | – | Simbabwe 141-5 (20) |
|                      |         | Afghanistan gewinnt mit 17 Runs |   |                     |

## One-Day Internationals

### Erstes ODI in Sharjah
| 9. Februar Scorecard | Sharjah | Afghanistan 333-5 (50)           | – | Simbabwe 179 (34.4) |
|                      |         | Afghanistan gewinnt mit 154 Runs |   |                     |

### Zweites ODI in Sharjah
| 11. Februar Scorecard | Sharjah | Simbabwe 333-5 (50)           | – | Afghanistan 179 (30.1) |
|                       |         | Simbabwe gewinnt mit 154 Runs |   |                        |

### Drittes ODI in Sharjah
| 13. Februar Scorecard | Sharjah | Simbabwe 154-10 (34.4)            | – | Afghanistan 158-4 (27.3) |
|                       |         | Afghanistan gewinnt mit 6 Wickets |   |                          |

### Viertes ODI in Sharjah
| 16. Februar Scorecard | Sharjah | Simbabwe 134 (38)                  | – | Afghanistan 135-0 (21.1) |
|                       |         | Afghanistan gewinnt mit 10 Wickets |   |                          |

### Fünftes ODI in Sharjah
| 19. Februar Scorecard | Sharjah | Afghanistan 241-9 (50)           | – | Simbabwe 95 (32.1) |
|                       |         | Afghanistan gewinnt mit 146 Runs |   |                    |